# Catocala cassinoi
Catocala cassinoi är en fjärilsart som beskrevs av William Beutenmüller 1918. Catocala cassinoi ingår i släktet Catocala och familjen nattflyn. Inga underarter finns listade i Catalogue of Life.